# Triángulo de Ogden y Richards

El triángulo semiótico.

El Triángulo de Ogden y Richards o Triángulo semiótico es un método gráfico de distribuir los componentes que integran un signo cualquiera, principalmente los lingüísticos, en Semiótica, en los vértices de un triángulo equilátero.
Lo crearon los semióticos Charles Kay Ogden e Ivor Armstrong Richards en su obra conjunta El significado del significado (The Meaning of Meaning, 1923). En sus vértices se sitúan el significante, o forma sensible y meramente percibida del signo lingüístico; el significado, o concepto ideal y abstracto asociado a dicho significante (y que puede serlo de forma natural, de forma convencional o por relaciones de semejanza, según sea indicador -indicio-, simbólico -símbolo- o icónico -icono-) y, por último, referente u objeto real del mundo al que se asocian tanto significado como significante. La relación es directa o continua entre significado y significante y entre significado y referente, y discontinua o indirecta las más veces entre significante y referente.  
El Triángulo de Ogden y Richards es flexible: puede transformarse solo en un segmento cuando pierde alguno de sus tres elementos (por ejemplo, el significado en el caso de algunos nombres propios o los pronombres, que no tienen significado fijo), o puede transformarse en rombo y otros polígonos mediante fenómenos como la polisemia (se añaden más significados y referentes a un solo significante), la sinonimia (se añade un significante más al menos a un solo significado y referente) y la homonimia (un solo significante posee al menos dos significados y dos referentes, o más).